# Vicente Augusto Fernández Ferrera
Vicente Augusto Fernández Ferrera (Urueña, Valladolid, 16 de diciembre de 1875 - 23 de noviembre de 1936), capitán de navío y médico español.

## Breve biografía
Se saben pocos datos acerca de su vida, únicamente que nace en Urueña, ciudad medieval vallisoletana cercana a Toro (Zamora), en el seno de una familia hidalga castellana.
Era nieto por parte de madre del Presidente de la República de Honduras Francisco Ferrera y de su esposa María de los Dolores Medina.
A la temprana edad de 16 años pierde a su padre y pocos meses después a su madre, fallecidos ambos de una extraña enfermedad contraída en un viaje a Kenia, por ese motivo se traslada a vivir junto a su tío, el marqués de Spinola, a Alcalá de Henares (Madrid) en cuya universidad estudiará Medicina. Poco tiempo después se casa con María Macarena Basulto Jiménez, con la que no tiene descendencia; fallecida esta, se casa en segundas nupcias con Eugenia de Bascarán y Reyna (1873), hija de José Julián de Bascarán y Federic y de su esposa Enriqueta de Reyna y Visset-Fernández de Córdoba, con la que tiene dos hijas y un hijo, Vicente Fernández Bascarán.
En 1898, tras acabar su carrera de Medicina se ve obligado por las circunstancias a ofrecer sus servicios en la recién empezada Guerra Hispano-Estadounidense, en ella pierde el brazo derecho al ser alcanzado por metralla, miembro que el mismo se extirpa. Concluida la guerra se alista en la Armada Española alcanzando en 1928 el grado de capitán de navío, 
En 1936, su cuñado, el Arzobispo de Jaén (Beato Manuel Basulto Jiménez), y una de sus hijas son asesinados por un grupo de comunistas exaltados. Su otra hija María del Carmen Adelaida Fernández Bascarán se casa con Gregorio López Bravo, importante político franquista.
En noviembre de 1936, en el contexto de la Guerra Civil es fusilado por el Bando Republicano por sus ideas monárquicas y conservadoras y por ser padre del por entonces comandante Vicente Fernández Bascarán, uno de los militares que apoyaron el golpe militar del 18 de julio de 1936.